# Фарід Булая
Фарід Булая (фр. Farid Boulaya, араб. فريد بولاية, нар. 25 лютого 1993, Вітроль) — французький і алжирський футболіст, півзахисник клубу «Аль-Гарафа» та національної збірної Алжиру.

## Клубна кар'єра
Народився 25 лютого 1993 року в місті Вітроль. Вихованець юнацьких команд футбольних клубів «Канн» і «Істр».
У дорослому футболі дебютував 2012 року виступами за головну команду «Істра», в якій протягом трьох років взяв участь у 46 матчах фна рівні другого і третього французьких дивізіонів.
Влітку 2015 року перебрався до клубу «Клермон», а за рік за 250 тисяч євро став гравцем вищолігової «Бастії». У складі команди з Бастії не став гравцем основного складу і за рік перейшов до іспанської «Жирони».
За півроку в Іспанії взяв участь лише в одній грі на Кубок Іспанії, після чого на початку 2018 року повернувся на батьківщину, уклавши контракт з «Мецем».

## Виступи за збірну
На рівні національних збірних погодився захищати кольори своєї історичної батьківщини і 2020 року дебютував в офіційних матчах у складі національної збірної Алжиру.
У складі збірної був учасником Кубка африканських націй 2021 року, що проходив на початку 2022 року в Камеруні.
| Дата      | Місто                  | Господарі   | Результат | Гості                | Турнір                                   | Голи | Примітки |
| --------- | ---------------------- | ----------- | --------- | -------------------- | ---------------------------------------- | ---- | -------- |
| 9-10-2020 | Клагенфурт-ам-Вертерзе | Нігерія     | 0 – 1     | Алжир                | товариський матч                         | -    |          |
| 25-3-2021 | Лусака                 | Замбія      | 3 – 3     | Алжир                | Відбір до Кубка африканських націй 2021  | -    | 46'      |
| 29-3-2021 | Бліда                  | Алжир       | 5 – 0     | Ботсвана             | Відбір до Кубка африканських націй 2021  | 1    | 61'      |
| 3-6-2021  | Бліда                  | Алжир       | 4 – 1     | Мавританія           | товариський матч                         | -    |          |
| 5-1-2022  | Ер-Райян               | Алжир       | 3 – 0     | Гана                 | товариський матч                         | -    | 72'      |
| 11-1-2022 | Дуала                  | Алжир       | 0 – 0     | Сьєрра-Леоне         | Кубок африканських націй 2021 - 1-й етап | -    | 64'      |
| 16-1-2022 | Дуала                  | Алжир       | 0 – 1     | Екваторіальна Гвінея | Кубок африканських націй 2021 - 1-й етап | -    | 64'      |
| 20-1-2022 | Дуала                  | Кот-д'Івуар | 3 – 1     | Алжир                | Кубок африканських націй 2021 - 1-й етап | -    | 81' 84'  |
| Усього    |                        | Матчів      | 8         |                      | Голів                                    | 1    |          |